# Colwich (Staffordshire)
Colwich es una parroquia civil y un pueblo del distrito de Stafford, en el condado de Staffordshire (Inglaterra).

## Geografía
Según la Oficina Nacional de Estadística británica, Colwich tiene una superficie de 28,62 km².

## Demografía
Según el censo de 2001, Colwich tenía 4584 habitantes (49,85% varones, 50,15% mujeres) y una densidad de población de 160,17 hab/km². El 18,74% eran menores de 16 años, el 75,28% tenían entre 16 y 74, y el 5,98% eran mayores de 74. La media de edad era de 40,44 años. Del total de habitantes con 16 o más años, el 21,29% estaban solteros, el 64,7% casados, y el 14,01% divorciados o viudos.
Según su grupo étnico, el 99,17% de los habitantes eran blancos, el 0,33% mestizos, el 0,2% asiáticos, el 0,17% negros, el 0,07% chinos, y el 0,07% de cualquier otro. La mayor parte (97,58%) eran originarios del Reino Unido. El resto de países europeos englobaban al 1,11% de la población, mientras que el 1,31% había nacido en cualquier otro lugar. El cristianismo era profesado por el 83,46%, el budismo por el 0,09%, el hinduismo por el 0,07%, y cualquier otra religión, salvo el judaísmo, el islam y el sijismo, por el 0,22%. El 10,21% no eran religiosos y el 5,96% no marcaron ninguna opción en el censo.
Había 1856 hogares con residentes, 36 vacíos, y 5 eran alojamientos vacacionales o segundas residencias.